# Gran Premi de Mònaco del 1960
Resultats del Gran Premi de Mònaco de Fórmula 1 de la temporada 1960, disputat al circuit urbà de Montecarlo el 29 de maig del 1960.

## Resultats de la cursa
| Pos | No | Pilot               | Equip                | Voltes | Temps / Retirada | Pos. de sortida | Punts |
| --- | -- | ------------------- | -------------------- | ------ | ---------------- | --------------- | ----- |
| 1   | 28 | Stirling Moss       | Lotus - Climax       | 100    | 2h 53' 46" 5     | 1               | 8     |
| 2   | 10 | Bruce McLaren       | Cooper - Climax      | 100    | + 52.1 s         | 11              | 6     |
| 3   | 36 | Phil Hill           | Ferrari              | 100    | + 1' 01.9 min.   | 10              | 4     |
| 4   | 18 | Tony Brooks         | Cooper - Climax      | 99     | + 1 Volta        | 3               | 3     |
| 5   | 2  | Jo Bonnier          | BRM                  | 83     | + 17 Voltes      | 5               | 2     |
| 6   | 34 | Richie Ginther      | Ferrari              | 70     | + 30 Voltes      | 9               | 1     |
| 7   | 6  | Graham Hill         | BRM                  | 66     | Virolla          | 6               |       |
| 8   | 38 | Wolfgang von Trips  | Ferrari              | 61     | Embragatge       | 8               |       |
| 9   | 22 | Innes Ireland       | Lotus - Climax       | 56     | + 44 Voltes      | 7               |       |
| Ret | 4  | Dan Gurney          | BRM                  | 44     | Suspensions      | 14              |       |
| DSQ | 8  | Jack Brabham        | Cooper - Climax      | 40     | Desqualificat    | 2               |       |
| Ret | 14 | Roy Salvadori       | Cooper - Climax      | 29     | Sobreescalfament | 12              |       |
| Ret | 24 | Alan Stacey         | Lotus - Climax       | 23     | Xassís           | 13              |       |
| Ret | 16 | Chris Bristow       | Cooper - Climax      | 17     | Caixa canvi      | 4               |       |
| Ret | 26 | John Surtees        | Lotus - Climax       | 17     | Transmissió      | 15              |       |
| Ret | 44 | Maurice Trintignant | Cooper - Maserati    | 4      | Caixa canvi      | 16              |       |
| NVQ | 12 | Bruce Halford       | Cooper - Climax      |        |                  |                 |       |
| NVQ | 32 | Cliff Allison       | Ferrari              |        |                  |                 |       |
| NVQ | 20 | Brian Naylor        | JBW - Maserati       |        |                  |                 |       |
| NVQ | 40 | Masten Gregory      | Cooper - Maserati    |        |                  |                 |       |
| NVQ | 46 | Chuck Daigh         | Scarab               |        |                  |                 |       |
| NVQ | 30 | Giorgio Scarlatti   | Cooper - Castellotti |        |                  |                 |       |
| NVQ | 48 | Lance Reventlow     | Scarab               |        |                  |                 |       |
| NVQ | 42 | Ian Burgess         | Cooper - Maserati    |        |                  |                 |       |

## Altres
- Pole: Stirling Moss 1' 36. 3
- Volta ràpida: Bruce McLaren 1' 36. 2 (a la volta 11)